# Almudena Campuzano Jiménez de Aldasoro
Almudena Campuzano Jiménez de Aldasoro (Santander, 15 de enero de 1996) es una escritora española conocida fundamentalmente en el ámbito de la poesía.

## Biografía
Estudió Ingeniería Química en la Universidad de Cantabria y en la Universidad Estatal de Oregón, EE. UU., donde se especializó en Optimización e Inteligencia Artificial. Más tarde, cambió su enfoque hacia la psicología y las ciencias cognitivas en Países Bajos, donde realizó estudios de psicología y un máster de Investigación en Ciencias Cognitivas y Cerebrales. Ha vivido en Estambul, Oregón y Ámsterdam.

### Trayectoria literaria
Fue ganadora del Premio José Hierro de Poesía en 2016 y accésit del mismo en 2015. En 2014 fue galardonada con el Premio Consejo Social de Poesía Manuel Arce de la Universidad de Cantabria.

### Trayectoria investigadora
Inicialmente su investigación se centró en la aplicación de algoritmos de inteligencia artificial en el ámbito de la Ingeniería Química. Más tarde continuó su carrera en el campo de las ciencias cognitivas y cerebrales, donde ha participado en proyectos de investigación de sinestesia, epigenética, y, de forma más reciente, autismo.

## Obra

### Poesía
- Bosphorus. Ed: Luis Alberto Salcines, Ed. Collection La Grúa de Piedra. Vol 17. Print. (2018).[1]
- Desarraigo. Ed: El Desvelo. XXXV Premios José Hierro (2016). Primer Premio en la categoría de Poesía (2016).
- Buit. Ed: El Desvelo. XXXIV Premios José Hierro (2015).
- Anteros. Ed: UC Press (2014). Premios del Consejo Social de la Universidad de Cantabria.

### Antologías
- El hilo más firme. Nueva poesía en Cantabria. Autor: Carlos Alcorta. Editorial: Septentrión (2016).[2]
- Poesía a la Calle. Grupo poético Diversos. Editado por la Junta de Castilla y León a través de la Biblioteca Pública de Palencia (2015).[3]
- Poetry Slam Cantabria: Antología 2013-2014. Autor: Ramón García del Pomar. Ediciones Tantín (2014).

### Otras Publicaciones
- La Madriguera. Crónica de un confinamiento en tiempos de Pandemia. Editorial Seda de Biso. (2021).[4]

- Nosotras. Revista Absenta Poetas. Volumen 23 (2019).[5]
- Revista Amberes. Colaboradora habitual (2016 - actualidad).[6]
- El Diario Montañés. Artículos publicados por Revista Amberes.[7]

### Publicaciones científicas
- International Conference on Computational Science. Swarm Intelligence Approach for Rational Global Approximation of Characteristic Curves for the Van der Waals Equation of State. A. Campuzano, A. Iglesias, A. G. Tomida.[8]
- Applications of Cuckoo Search Algorithm and its Variants. Cuckoo Search Algorithm for Parametric Data Fitting of Characteristic Curves of the Van der Waals Equation of State. A. Campuzano, A. Iglesias, A. G. Tomida. Published by: Springer (Springer Tract in Nature-Inspired Computing Series).[9]
- International Conference on Cyberworlds. Applying Firefly Algorithm to Data Fitting for the Van der Waals Equation of State with Bezier Curves. A. Campuzano, A. Iglesias, A. G. Tomida. Published by: IEEE Comp. Society Press.[10]
- Free-Form Parametric Fitting of Van der Waals Binodal and Spinodal Curves with Bat Algorithm. A. Campuzano, A. Iglesias, A. G. Tomida. Published by: IEEE Comp. Society Press.[11]

## Proyectos culturales
- El Pecado OriginalExposición fotográfica de Chema Prieto acompañada de 42 poemas.[12] La exposición trae a la luz una reflexión crítica sobre los peligros de la moda en la autopercepción.

- Polvo eres...Exposición fotográfica y de pintura acompañada de poesía, firmada por el artista multidisciplinar Chema Prieto en colaboración con varios poetas. La exposición tuvo lugar entre el 2 y el 30 de octubre de 2021 en el Espacio Garcilaso de Torrelavega,[13] y el 23 de agosto y el 11 de septiembre de 2022 en La Galería El Torco de Suances (Cantabria).[14]
- Las SinsombreroProyecto cultural formado por 100 mujeres del mundo de la cultura en Cantabria cuyo objetivo principal es honrar la memoria de las mujeres, artistas e intelectuales, pertenecientes al grupo de la Generación del 27. Proyecto auspiciado por la Consejería de Cultura, comisariado por Nieves Álvarez y Dori Campos como coordinadora poética. Fue expuesto en la Biblioteca Central de Cantabria del 1 de marzo al 8 de mayo de 2018.[15]
- Creando FuturosCiclo de Poetas y compositores de Cantabria 2016.[16]
- Santander, Ciudad RefugioIniciativa de apoyo a las víctimas de la crisis migratoria (2015).
- Pienso, luego me desaparecen, (participación y cocreación).  Actuación poética para la concienciación y apoyo al pueblo mexicano tras la desaparición forzada de los 43 estudiantes de la Escuela Normal Rural de Ayotzinapa en Iguala en 2014.[17]

## Premios y reconocimientos
- Primer Premio XXXV Premios José Hierro de Poesía (2016).[18][19][20]
- Accésit XXXIV Premios José Hierro (2015).[21]
- Premio del Consejo Social de la Universidad de Cantabria, (2014).[22]
- Tercer Premio V Certamen de Microrrelatos 'Micro-Rock' de Laredo (2017).[23]